# Alfred Densch
Alfred Gustav Densch (* 20. Dezember 1874 in Königsberg; † 23. November 1931 in Landsberg/Warthe) war ein deutscher Geologe.

## Leben
Densch wurde als eines von 13 Kindern des Königsberger Wagenfabrikanten Hugo Densch und der Henrike Densch, geb. Mehlhop, geboren, der Admiral Hermann Densch war sein jüngerer Bruder. Nach Absolvierung des König-Friedrich-Kollegiums in Königsberg und dem Studium an der Universität Königsberg promovierte er 1902 mit einer Arbeit Ueber den Fluorenoxalester zum Dr. phil. Er wurde 1894 aktiv beim Corps Littuania Königsberg. Nach einer Assistenzzeit an der Landwirtschaftlichen Vermessungsstation in Posen wurde er zum Professor habilitiert und Direktor des Instituts für Bodenkunde in Landsberg/Warthe.

## Werke
- Die physikalische Beschaffenheit des Bodens / bearb. von A. Densch; F. Giesecke; M. Helbig [u. a.]. Berlin: Julius Springer, 1930. (Handbuch der Bodenlehre; Bd. 6)